# 入江雅人のGo!Go!テレキッズ
入江雅人のGo!Go!テレキッズ（いりえまさとのごーごー!てれきっず）はニッポン放送で1994年（平成6年）4月 - 1996年（平成8年）3月まで放送されていたラジオ番組。
放送時刻は毎週金曜22:00 - 25:00（1995年10月からは、22:00 - 22:30の枠で『V6・ジャニーズJr.のカミセン・ニュースショー』がスタートしたため、22:30 - 25:00）。

## パーソナリティ
- 入江雅人

## テーマソング
- RAZZ MA TAZZ『サヨナラのキスではじめよう』（1995年（平成7年）6月21日発売）

## 備考
- 1994年（平成6年）10月 - 1995年（平成7年）3月までの間は、『奥山佳恵 ときめきティーンズハート』が内包番組として24:35 - 24:55に放送されていた。
- 1994年9月30日に、解散当日の「CoCo」が最後のメディア出演となった。

| ニッポン放送 金曜22時台                     | ニッポン放送 金曜22時台    | ニッポン放送 金曜22時台        |
| 前番組                                      | 番組名                     | 次番組                         |
| ------------------------------------------- | -------------------------- | ------------------------------ |
| 伊集院光のOh!デカナイトフライデースペシャル | 入江雅人のGo!Go!テレキッズ | 海砂利水魚のディスコ・ザ・ガマ |